# Jennifer Lee
Jennifer Michelle Rebecchi, meglio nota come Jennifer Lee (East Providence, 22 ottobre 1971), è una regista, sceneggiatrice e produttrice cinematografica statunitense.
Nota per aver scritto e co-diretto con Chris Buck l'acclamato film Frozen - Il regno di ghiaccio e il suo sequel, Frozen II - Il segreto di Arendelle, rispettivamente il 53º e il 58º classico Disney secondo il canone ufficiale.
È la prima donna a realizzare film col più alto incasso nella storia del cinema d'animazione. oltre che la prima donna a dirigere un classico Disney. Grazie a Frozen, nel 2014 vince l'Oscar al miglior film d'animazione, il Golden Globe, il BAFTA e l'Annie Awards nella stessa categoria. È altresì conosciuta per il suo contributo alla sceneggiatura di Ralph Spaccatutto (2012), grazie al quale ottiene l'Annie Award per la miglior sceneggiatura, e quella del film Nelle pieghe del tempo (2018).
Dal 2018, in seguito alle dimissioni di John Lasseter, ha ricoperto il ruolo di direttrice creativa dei Walt Disney Animation Studios.  
A settembre 2024 Lee ha rassegnato le dimissioni da direttrice creativa per concentrarsi sul lavoro da regista e autrice ed è stata sostituita da Jared Bush.

## Biografia
Figlia di Linda Lee e Saverio Rebecchi, dopo il loro divorzio, si trasferì altrove insieme alla sorella Amy con la madre, dalla quale assunse il cognome "Lee" a titolo professionale (dal 1995 è il suo cognome legale). Laureatasi in Inglese all'Università del New Hampshire.
Introdotta molto presto nel mondo cinematografico, ha ottenuto diversi meriti per le sue abilità nella sceneggiatura.

## Carriera
Nel marzo 2011, Phil Johnston, suo ex-compagno di classe, la contattò per aiutarlo nella sceneggiatura di Ralph Spaccatutto. Successivamente è stata coinvolta da Chris Buck nella scrittura (poi nella regia) di Frozen - Il regno di ghiaccio, che segna per lei la prima candidatura all'Oscar, la prima vittoria e il primato di prima donna a dirigere un classico Disney. Con esso, Lee è anche diventata la regista donna che ha realizzato il film d'animazione col maggiore incasso nella storia del cinema. Da allora, ha curato la parte creativa di molte pellicole successive come Big Hero 6 (2014), Oceania (2016) e Zootropolis (2016).
Nel 2018, esce Nelle pieghe del tempo, diretto da Ava DuVernay, del quale ha curato la sceneggiatura (basata sull'omonimo romanzo). Nello stesso anno, dopo le numerose accuse di molestie sessuali a carico di John Lasseter, viene nominata direttrice creativa dei Walt Disney Animation Studios (Pete Docter prenderà le redini della Pixar). Ralph spacca Internet è il primo film che l'accredita come tale.
Nel 2019 esce il sequel di Frozen, Frozen II - Il segreto di Arendelle, in cui ricopre ancora il ruolo di sceneggiatrice e co-regista insieme a Chris Buck.

## Vita privata
Nel 1999 si sposa con Robert Joseph Monn, dal quale avrà una figlia, Aghata Lee-Monn. In seguito i due divorziarono. Attualmente, lei e la figlia vivono a San Fernando Valley (California). Il 9 agosto 2021 si è risposata con l'attore Alfred Molina.

## Filmografia

### Regista

#### Lungometraggi
- Frozen - Il regno di ghiaccio (Frozen), co-regia con Chris Buck (2013)
- Frozen II - Il segreto di Arendelle (Frozen II), co-regia con Chris Buck (2019)

#### Cortometraggi
- Frozen Fever, co-regia con Chris Buck (2015)

### Sceneggiatrice

#### Lungometraggi
- Ralph Spaccatutto (Wreck- It Ralph), regia di Rich Moore (2012)
- Frozen - Il regno di ghiaccio (Frozen), regia di Chris Buck e Jennifer Lee (2013)
- Zootropolis (Zootopia), regia di Byron Howard e Rich Moore (2016) – soggetto
- Nelle pieghe del tempo (A Wrinkle in Time), regia di Ava DuVernay (2018)
- Frozen II - Il segreto di Arendelle (Frozen II), regia di Chris Buck e Jennifer Lee (2019)
- Wish, regia di Chris Buck e Fawn Veerasunthorn (2023)

#### Cortometraggi
- Frozen Fever, regia di Jennifer Lee e Chris Buck (2015)

### Produttrice esecutiva

#### Lungometraggi
- Ralph spacca Internet (Ralph Breaks the Internet), regia di Rich Moore e Phil Johnston (2018)
- Raya e l'ultimo drago (Raya and the Last Dragon), regia di Don Hall e Carlos López Estrada (2021)
- Encanto, regia di Byron Howard e Jared Bush (2021)
- Strange World - Un mondo misterioso (Strange World), regia di Don Hall (2022)
- Wish, regia di Chris Buck e Fawn Veerasunthorn (2023)
- Oceania 2 (Moana 2), regia di David Derrick Jr. (2024)

#### Cortometraggi
- La storia di Olaf (Once Upon A Snowman), regia di Dan Abraham e Trent Correy (2020)
- Di nuovo noi (Us Again), regia di Zach Parrish (2021)
- I racconti di Olaf (Olaf Presents), regia di Hyrum Virl Osmond (2021) - serie cortometraggi
- Lontano dall'albero (Far from the Tree), regia di Natalie Nourigat (2021)[17]
- Baymax!, regia di Dean Wellins, Lissa Treiman, Dan Abraham e Mark Kennedy (2022)[18] - serie cortometraggi

## Riconoscimenti
- Premio Oscar
  - 2014 – Miglior film d'animazione (condiviso con Chris Buck) per Frozen - Il regno di ghiaccio

- Golden Globe
  - 2014 – Miglior film d'animazione (condiviso con Chris Buck) per Frozen - Il regno di ghiaccio
  - 2020 – Candidatura al miglior film d'animazione (insieme a Chris Buck) per Frozen II - Il segreto di Arendelle

- Premio BAFTA
  - 2014 – Miglior film d'animazione (condiviso con Chris Buck) per Frozen - Il regno di ghiaccio
  - 2020 – Candidatura al miglior film d'animazione (condiviso con Chris Buck) per Frozen II - Il segreto di Arendelle

- Annie Award
  - 2013 – Miglior Sceneggiatura (condiviso con Phil Johnston) per Ralph Spaccatutto
  - 2014 – Miglior film d'animazione (condiviso con Chris Buck) per Frozen - Il regno di ghiaccio
  - 2014 – Miglior regia (condiviso con Chris Buck) per Frozen - Il regno di ghiaccio
  - 2014 – Candidatura alla miglior sceneggiatura per Frozen - Il regno di ghiaccio
  - 2020 – Candidatura al miglior film d'animazione (condiviso con Chris Buck) per Frozen II - Il segreto di Arendelle